# Marc Bolan
Marc Bolan (született Mark Feld) (London, 1947. szeptember 30. – London, 1977. szeptember 16.) angol énekes, dalszerző és gitáros, aki az általa alapított és vezetett brit Tyrannosaurus Rex, később T. Rex együttesek révén lett ismert az 1960-as évek végén, majd világhírű a hetvenes évek első felének glam rock korszakában. Bolan a hetvenes évek első nagy tinibálványa volt Nagy-Britannia mellett Európa sok országában, köztük Magyarországon is. Korai halála után a személyére alapozott, világszerte ismert T.Rex együttes hamarosan feloszlott.

## Zenei pályafutása

### Korai időszak

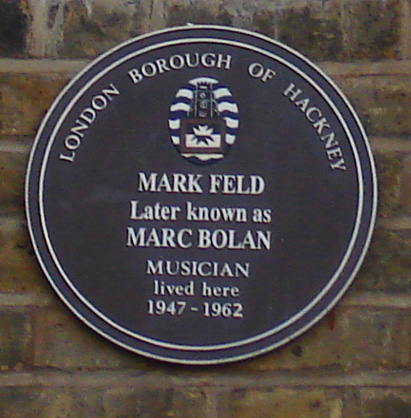
Emléktábla Marc Bolan szülőházán, Londonban

A 60-as évek elején az akkor 15 éves, önmagát mindig jól reklámozó Mark Feld gyakran tűnt fel a médiában, mint a trendi divatifjú, az úgynevezett „mod” alaptípusa, és rövid férfimanökeni pályát futott be. Többek között a londoni Town magazin címlapján is szerepelt a fotója. Később elvetette a piperkőc stílust, helyette laza, virágos ruhákban, gyöngyökkel teliaggatva a hippi mozgalom „flower-power” ideológiájának az élharcosa lett. Később németes hangzású nevét megváltoztatta, a Deccánál készült, The Wizard című bemutatkozó albumán (1966) már az angolos Marc Bolan néven szerepel. Rövid időre csatlakozott a John's Children nevű glam rock együtteshez. Desdemona című kislemezük B-oldalán szereplő Go Go Girl szolgált alapul Bolan későbbi számához, a Mustang Fordhoz. A zenekar a The Who előzenekaraként indult turnéra, de botrányos és egzaltált viselkedésük miatt a Who kérésére négy előadás után kivették a botránybandát a turnécsomagból. Marc Bolan ezt követően kilépett a John's Childrenből, és egy ideig nem lépett színpadra, de felvételeket készített a Track kiadónál, amelyek csak évek múlva, 1974-ben jelentek meg a Beginning Of Doves című albumon.

### A Tyrannosaurus Rex korszak, folk és flower-power
Marc Bolan 1967-ben Steve Peregrine Tookkal karöltve megpróbált összetoborozni egy öttagú zenekart, de a kölcsönző cég visszavette a felszerelésüket. Ezután Bolan és Took 1968-ban megalakította a kétszemélyes, akusztikus folk-rockot játszó Tyrannosaurus Rex együttest. A tündérekkel, koboldokkal és a "virághatalom" (flower-power, a hippi korszak fő ideológiája, jelentése átvitt értelemben a fegyverek és háborúk helyett a béke és szeretet hatalma) mitológiájával telezsúfolt Tyrannosaurus Rex albumok kissé talán mesterkéltek, de megragadják a szeretet és béke filozófiájának lényegét. A duó élvezte a nagy tekintélyű BBC-s disc-jockey és műsorvezető, John Peel támogatását (akárcsak Bolan verseskötete). A duóban Marc Bolan mögött fokozatosan háttérbe szoruló Steve Peregrine Took 1970-ben kiszállt, helyére Mickey Finn került, akivel Bolan egy reformétteremben találkozott össze. A stílusváltás jegyében a következő, Beard Of Stars című albumon Marc Bolan az akusztikus gitárt elektromos gitárra cserélte.

### A T.Rex korszak, a sikerek csúcsán
Még abban az évben, az együttes nevét T. Rexre rövidítették. A T.Rex az elkövetkező két évben szinte példa nélküli sikersorozatot ért el. A lágy, de gyors ritmusú Ride A White Swan meglepetésre 2. helyezésig jutott fel a brit sikerlistán, továbbá 16 hétig szerepelt a Top 30-ban, amire addig alig volt példa az angol rockzene történetében. Bill Legend dobossal és Steve Currie basszusgitárossal kiegészülve, kimondottan a tini poprajongóknak készült a Hot Love című kislemez, amely 1971 elején hat hétig listaelső lett. Még ebben az évben a Get It On volt második No.1 daluk. A Get It On című szám Bang A Gong címmel az együttes legnagyobb amerikai sikerévé vált. Annak ellenére, hogy a Jeepster című szám a brit listán 2. helyezett lett, a Fly Record Bolannal való egyeztetés nélkül kihúzta a dalt az új Electric Warrior albumról. A művész ezután dühében szakított a céggel, és az EMI-hoz pártolt. Az ezután következő többi Bolan sláger (Telegram Sam, Metal Guru, Children Of The Revolution, Solid Gold Easy Action, 20th Century Boy, The Groover) szintén Top 10 siker lett. Utoljára a Beatles tagjai büszkélkedhettek ilyen eredménnyel.
Bolan a Beatles, majd a Monkees után a kistinik bálványa lett, egyfajta guru, aki a felnőtteknek szóló rock világában a műfaj új csodáit testesítette meg a 10-16 évesek számára. Ő volt az első, aki a pop kultúrán belül generációs szakadékot nyitott: amikor az idősebb testvérek Led Zeppelin vagy Deep Purple lemezt vásároltak, a kisebb testvérek egy-egy T. Rex kislemezért ostromolták az üzleteket. Bolan egyedül jelentette számukra azt, amit a Beatles, a Rolling Stones és a többi beatzenekar a hatvanas években közösen fejezett ki: a különállást, a lázadást, az idősebb generációk világával való szembefordulást. A sajtó is az új generáció "prófétájaként" írt róla, akinek személyes varázsa "rextasy" néven a beatle-mániára emlékeztető tömeghisztériát váltott ki.
A jelenség az ex-Beatles tagot Ringo Starrt is megfogta, aki 1972-ben Born To Boogie címmel filmet forgatott az együttes két koncertjéről. A Wembley Empire Poolban rendezett koncertekről a T. Rex zenéjét egyébként "zig-zag boogie"-nak tituláló kritika is azt írta, hogy „a legnagyobb popzenei esemény volt a hatvanas évek óta, egy hihetetlen koncert, amely megváltoztatta a brit rock arculatát”. A gyors sikerek után azonban hamar megfakult a ragyogás, a mindig újra vágyó, marketing által befolyásolt fiatal közönség az évtized közepére új bálványokat talált magának. T. Rex zenéje 1975-re már divatjamúlt terméknek számított Angliában.

### Túl a csúcson

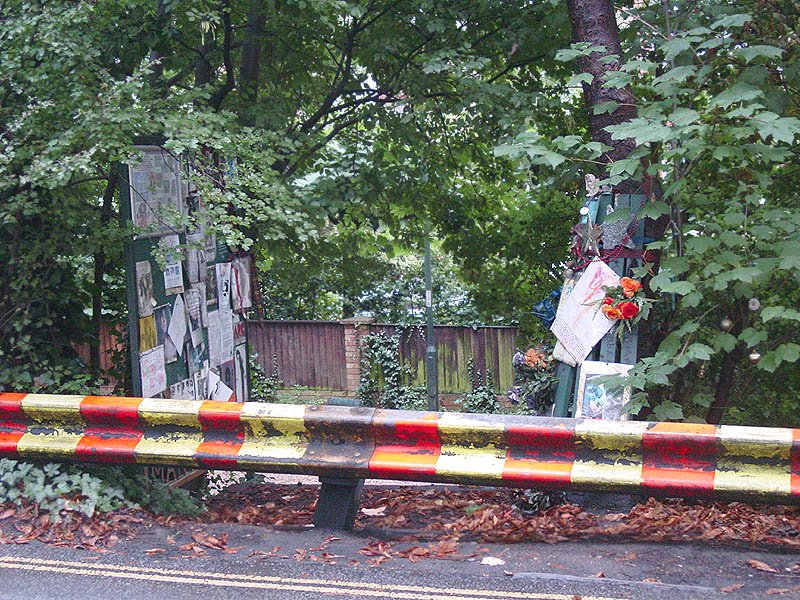
Marc Bolan 1977 évi balesetének helyszíne, 2005-ben

A sikerek elmúlása Bolan magánéletére is kihatott. Otthagyta feleségét, June Childot és összeköltözött az amerikai fekete soulénekes Gloria Jonesszal, későbbi gyermeke édesanyjával. Bolan ijesztő gyorsasággal elhízott, egyre gyengébb számokat produkált. 1975 márciusában szakított Mickey Finnel, ezáltal megszűnt a T. Rex, nem sokkal később a nagy jövedelmű zenészeket különösen sújtó magas angol adó elől Los Angelesbe menekült. 1976 elején Bolan és Jones egy új T. Rexet alakított Herbie Flowers, Miller Anderson és Tony Newman stúdiózenészek, valamint Dino Dines billentyűs közreműködésével, majd a visszatérés reményében a The Damned punkzenekar támogatásával 1977 tavaszán turnéra indultak. Az új T. Rex albumokon és koncerteken felül Bolan egy tévéshow házigazdája is lett.

### Marc Bolan halála

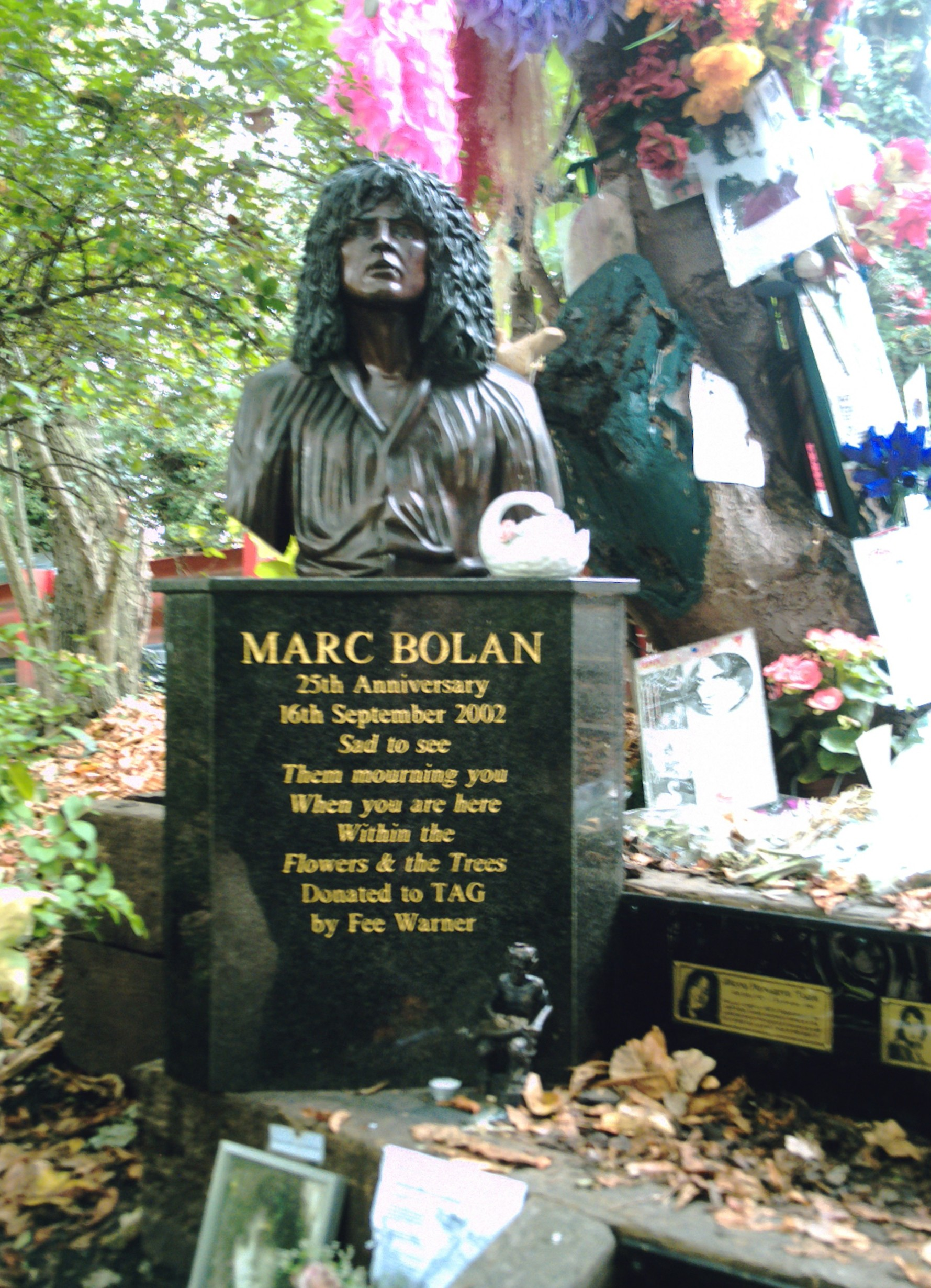
Marc Bolan sírja.

Marc Bolan sohasem vezetett autót, egy esetleges autóbalesetből adódó idő előtti halál gondolata miatt egész életében félt az autóvezetéstől. 1977 szeptember 16-án kora reggel, egy szórakozóhelyen töltött éjszaka után hazatérőben, a barátnője, Gloria Jones által vezetett Mini otthonuktól mindössze egy percnyi távolságban egy kanyarban letért az útról, majd egy fának rohant. A baleset következtében a kocsiban ülő 30 éves Marc Bolan meghalt, barátnője többszörös sérülést szenvedett. A balesetkor egyikük sem használta a biztonsági övet. Az ekkoriban már részben elfeledett énekes tragikus halálával újra a figyelem középpontjába került. Balesetének helyszíne, az ütközést túlélt fa és Bolan síremléke zarándokhellyé, személye egy nemzedék ikonjává vált. Marc Bolan munkáit egy brit emlékbizottság gyűjti össze újrakiadás céljából, a még kiadatlan anyagokat pedig saját Marc On Wax márkanevük alatt jelentetik meg.
A balesetért önmagát hibáztató Gloria Jones teljesen összetört és nehéz időket élt át. Később dalszerző fivére segítségével slágereket írt több művész, így a soul világában jól ismert Gonzalez számára. A Haven't Stopped Dancing Yet diszkó világsiker lett, a 60-as években írott Tainted Love című kompozíciója a Soft Cell 1981-es sikerszáma volt.

## Diszkográfia
Albumok
Kislemezek
Marc Bolan:
- 1965. november – The Wizard/Beyond The Rising Sun. Decca F 12288.
- 1966. június – The Third Degree/San Francisco Poet. Decca F 12413.
- 1966. december – Hippy Gumbo/Misfit. Parlophone R 5539.

John's Children:
- 1967. május – Desdemona/Remember Thomas A Becket. Track 604 003.
- 1967. július – Midsummer's Night Scene/Sara Crazy Child.
- 1967. augusztus – Come And Play With Me In The Garden/Sara Crazy Child. Track 604 005.

Tyrannosaurus Rex:
- 1968. április – Debora/Child Star.(34). Regal Zono RZ 3008.
- 1968. augusztus – One Inch Rock/Salamada Palaganda.(28). Regal Zono RZ 3011.
- 1969. január – Pewtor Suitor/Warlord Of The Royal Crocodiles. Regal Zono RZ 3016.
- 1969. július – King Of The Rumbling Spires/Do You Remember.(44). Regal Zono RZ 3022.
- 1970. január – By The Light Of A Magical Moon/Find A Little Wood. Regal Zono RZ 3025.
- 1970. március – Debora/One Inch Rock/Woodland Bop/Seal Of Seasons.(7). Magnifly ECHO 102.

Dib Cochran And The Earwigs:
- 1970. Oh Baby/Universal Love. Bell 1121.

T. Rex:
- 1970. október – Ride a White Swan/Is It Love/Summertime Blues. Fly BUG 1.
- 1971. február – Hot Love/Woodland Rock/King Of The Mountain Cometh. Fly BUG 6.
- 1971. július – Get It On (Bang a Gong)/There Was A Time/Raw Ramp. Fly BUG 10.
- 1971. november – Jeepster/Life's A Gas. Fly BUG 16.
- 1972. január – Telegram Sam/Cadillac/Baby Strange. T.Rex Wax 101.
- 1972. május – Metal Guru/Thunderwing/Lady. EMI Marc 1.
- 1972. szeptember – Children Of The Revolution/Jitterbug Love/Sunken Rags. EMI Marc 2.
- 1972. december – Solid Gold Easy Action/Born To Boogie. EMI Marc 3.
- 1973. március – 20th Century Boy/Free Angel. EMI Marc 4.
- 1973. június – The Groover/Midnight. EMI Marc 5.

Big Carrot:
- 1973. augusztus – Blackjack/Squint Eye Mangle. EMI 2047.

T. Rex:
- 1973. november – Truck On (Tyke)/Sitting Here.(12). EMI Marc 6.
- 1974. január – Teenage Dream/Satisfaction Pony.(13). EMI Marc 7.

Marc Bolan:
- 1974. június – Jasper C. Debussy/Hippy Gumbo/The Perfumed Garden Of Gulliver Smith. Track 2094 013.

T. Rex:
- 1974. július – Light Of Love/Explosive Mouth.(22). EMI Marc 8.
- 1974. november – Zip Gun Boogie/Space Boogie.(41). EMI Marc 9.
- 1975. július – New York City/Chrome Sitar.(15). EMI Marc 10.
- 1975. szeptember – Dreamy Lady/Do You Wanna Dance/Dock Of The Bay.(30). EMI Marc 11.
- 1975. november – Christmas Bop/Telegram Sam/Metal Guru.(A lemez végül nem jelent meg). EMI Marc 12.
- 1976. február – London Boys/Solid Baby.(40). EMI Marc 13.
- 1976. április – Hot Love/Get It On. Cube BUG 66.
- 1976. június – I Love To Boogie/Baby Boomerang.(13). EMI Marc 14.
- 1976. szeptember – Laser Love/Life's An Elevator.(41). EMI Marc 15.

Marc Bolan and Gloria Jones:
- 1977. január – To Know Him Is To Love Him/City Port. EMI 2572.

T. Rex:
- 1977. március – The Soul Of My Suit/All Alone.(42). EMI Marc 16.
- 1977. május – Dandy In The Underworld/Groove A Little/Tame My Tiger. EMI Marc 17.
- 1977. augusztus – Celebrate Summer/Ride My Wheels. EMI Marc 18.

## Könyv
- Marc Bolan: The Warlock of Love (Marc Bolan verseskötete) – 1969